# Mỹ Hiệp, Phù Mỹ
Mỹ Hiệp là một xã thuộc huyện Phù Mỹ, tỉnh Bình Định, Việt Nam.

## Địa lý
Xã Mỹ Hiệp có diện tích 56,51 km², dân số năm 1999 là 14466 người, mật độ dân số đạt 256 người/km².

## Hành chính
Xã Mỹ Hiệp được chia thành 17 thôn: An Trinh, Bình Long, Bình Tân Đông, Bình Tân Tây, Đại Sơn, Đại Thạnh, Đại Thuận, Hòa Nghĩa, Hữu Lộc, Thạnh An, Trà Bình Đông, Trà Bình Tây, Tú Dương, Vạn Lộc, Vạn Phước Đông, Vạn Phước Tây, Vạn Thiện.